# Ghachok
Ghachok (Nepali घाचोक) ist ein Dorf und ein Village Development Committee (VDC) im Distrikt Kaski der Verwaltungszone Gandaki in Zentral-Nepal.
Das VDC Ghachok liegt 13 km nördlich von Pokhara am Fuße des Annapurna Himal. Der Ort Ghachok liegt auf einer Höhe von 1270 m am westlichen Flussufer des Seti Gandaki. 

## Einwohner
Das VDC Ghachok hatte bei der Volkszählung 2011 2707 Einwohner (davon 1287 männlich) in 588 Haushalten.